# Kathedrale von Derby

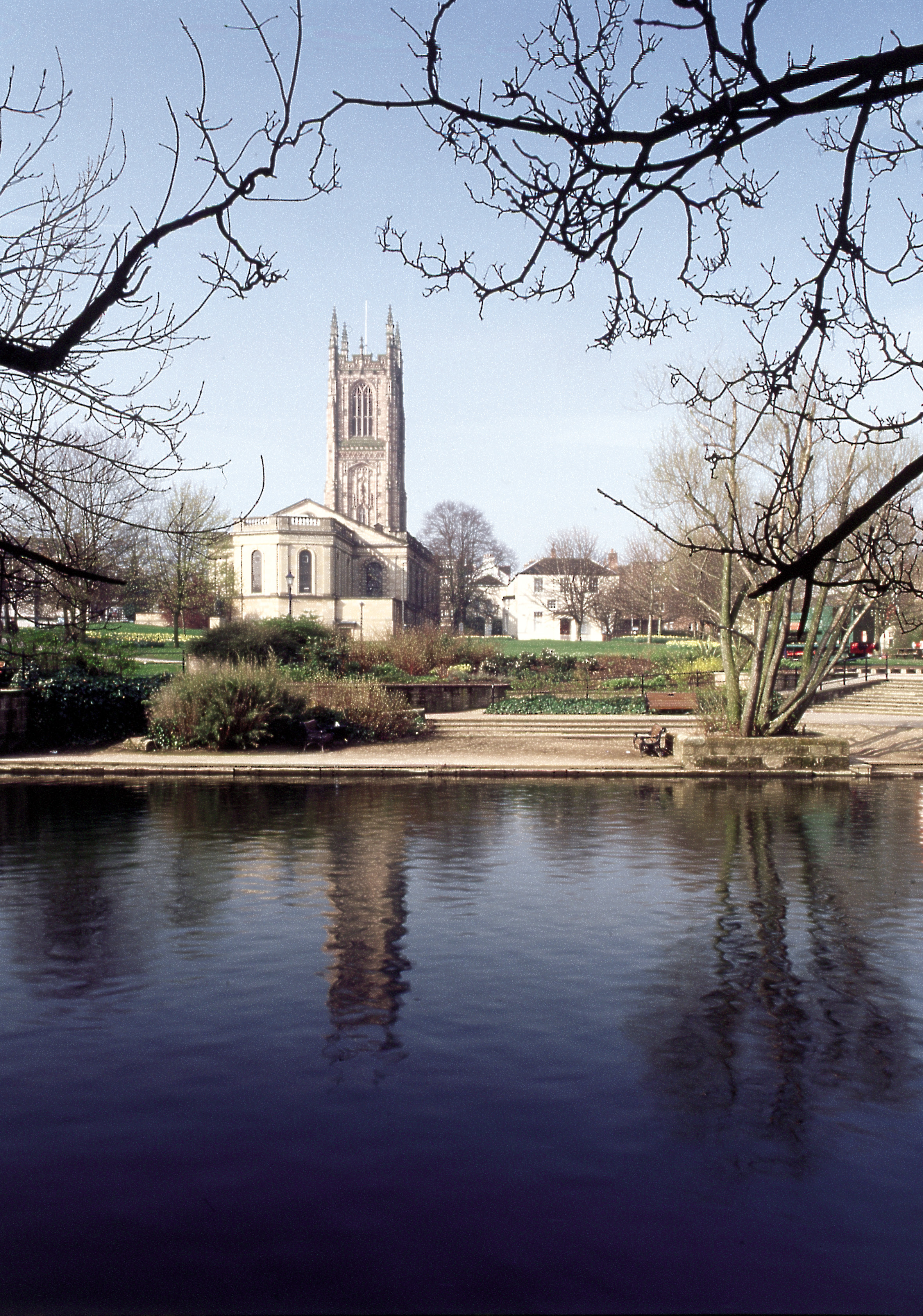
Kathedrale von Derby

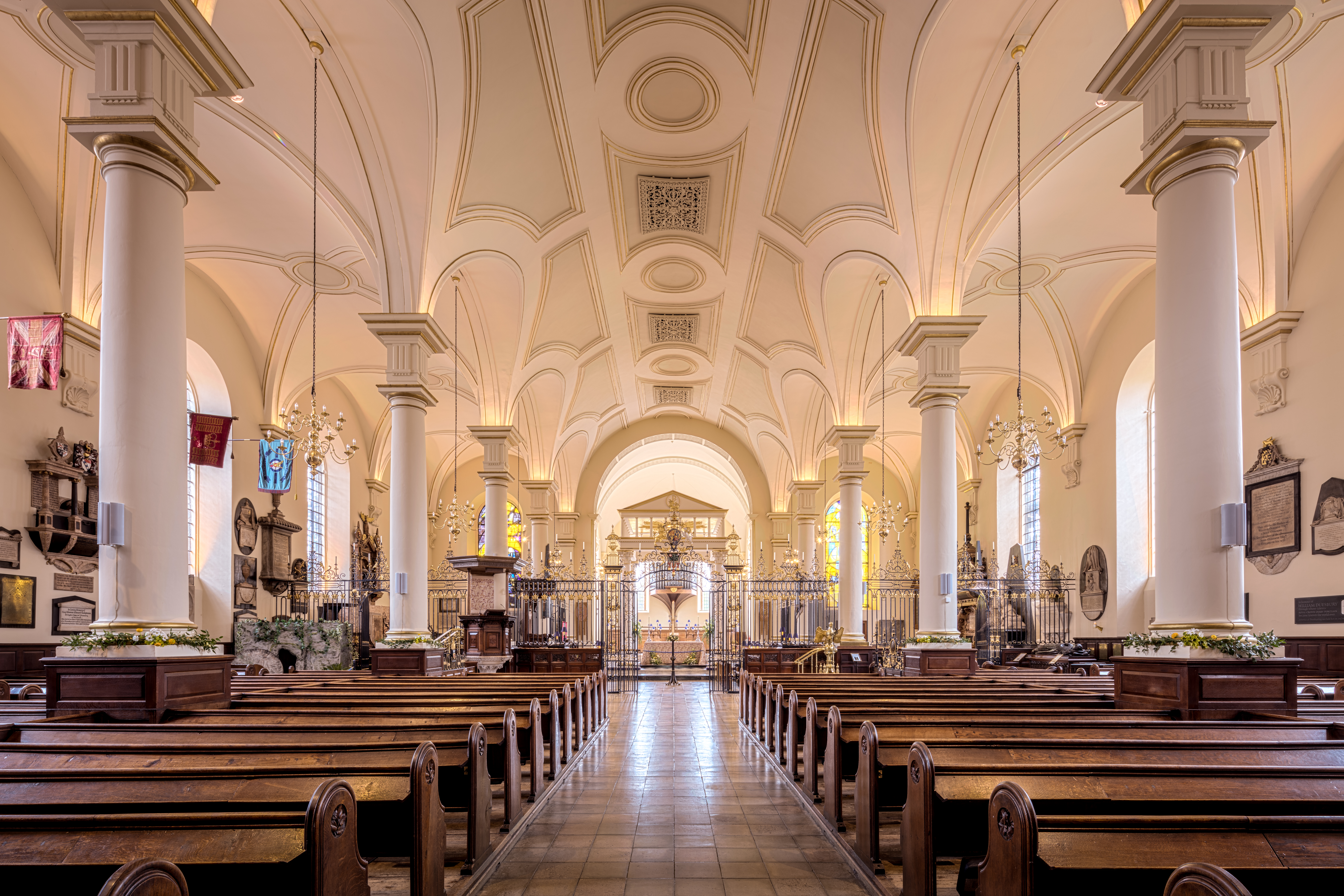
Innenansicht der Kathedrale von Derby

Die Kathedrale von Allerheiligen (auch Derby Cathedral) ist eine Kathedrale in der Stadt Derby. Sie ist seit 1927 der Sitz des Bischofs von Derby.
Die ursprüngliche Allerheiligenkirche wurde Mitte des 10. Jahrhunderts als königliche Stiftskirche gegründet. Der heutige Hauptteil der Kirche ist ein georgianischer Umbau von James Gibbs, der 1725 abgeschlossen wurde. Der Turm stammt aus dem 16. Jahrhundert und ist 212 Fuß (65 m) hoch.

## Geschichte
Die ursprünglich Allerheiligen gewidmete Kirche wurde wahrscheinlich um 943 vom angelsächsischen König Edmund I. als königliche Stiftskirche erbaut. Von diesem Bau ist jedoch nichts mehr erhalten. Nach der normannischen Eroberung von 1066 und nach dem Grundbuch von 1086 gehörte es dem König und wurde von einem Kollegium von sieben Priestern geleitet. Vermutlich aufgrund baulich Probleme wurde das Gebäude abgerissen und im 14. Jahrhundert neu errichtet. Nach erhaltenen Zeichnungen hatte der ursprüngliche Bau etwa die gleiche Größe wie das heutige Gebäude. Der Turm der Kirche wurde von 1510 bis 1532 im Perpendicular Style der der Spätgotik errichtet, wie er zu dieser Zeit in England bevorzugt wurde. Oben auf dem Turm befinden sich zwölf große,  groteske Tierskulpturen und zu beiden Seiten des Haupttores im Westen am Fuß des Turms große Steinköpfe zweier „grüner Männer“. Der Turm ist aus Ashover-Sandstein gebaut, der aus dem nahe gelegenen Steinbruch bei Duffield stammt.

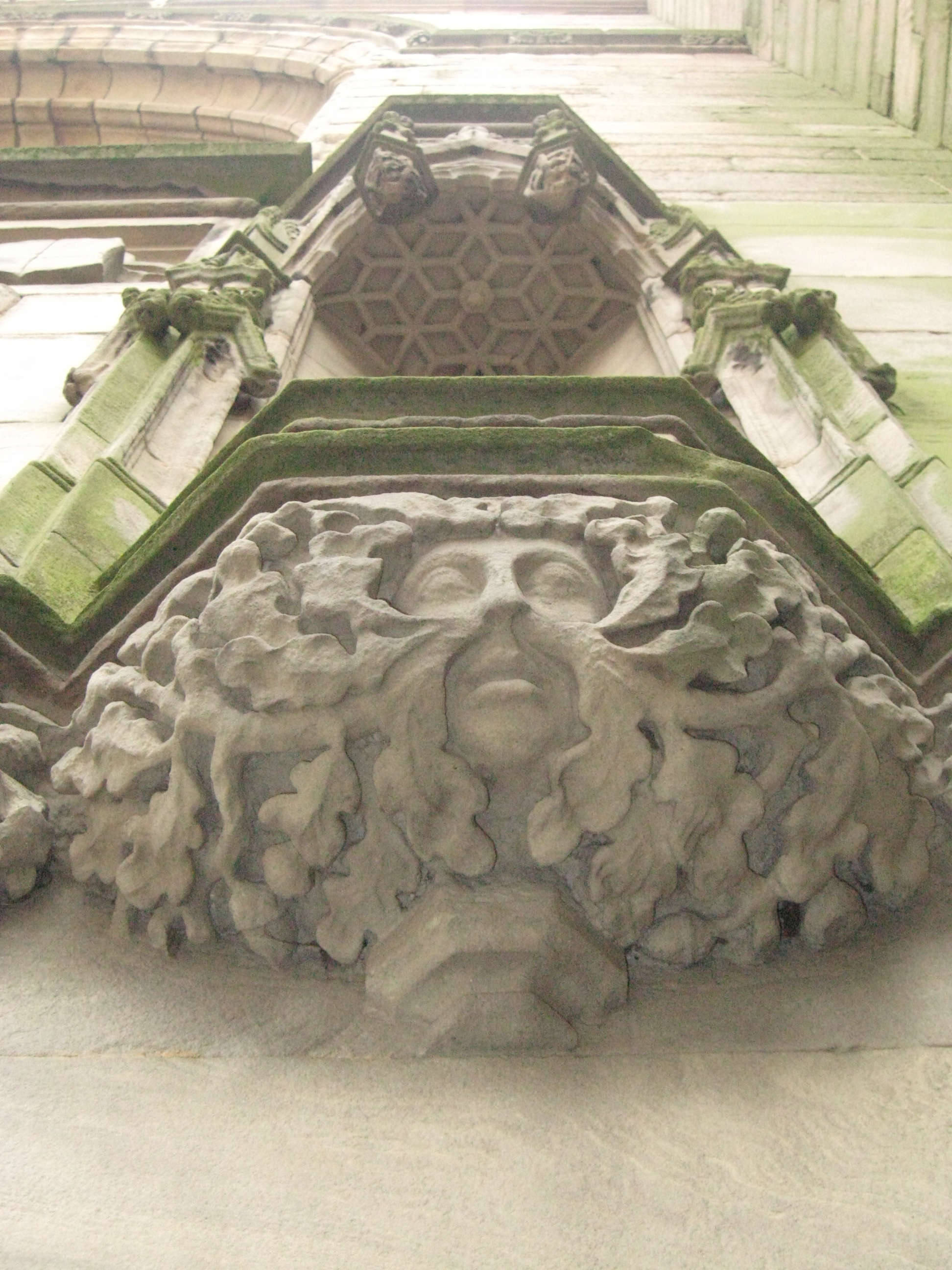
Einer der beiden Köpfe der Grünen Männer

Die Bausubstanz der Kirche verschlechterte sich von 1650 bis 1700 so stark, dass man im Februar 1723 entschied, ein neues Gebäude zu errichten und die Kirche größtenteils abzureißen. Unter Beibehaltung des ursprünglichen Turmes wurde der Rest der Kirche nach einem klassizistischen Entwurf des Architekten James Gibbs 1725 umgebaut. In seinem Buch der Architektur schrieb Gibbs über die Allerheiligenkirche: „Umso schöner ist es, wenn es keine Galerien gibt, die neben Kirchenbänken auch das Innere der Kirchen verstopfen und verderben ... die Schlichtheit dieses Gebäudes macht es billiger und passt besser zum alten Kirchturm“. Um das eher strenge Interieur auszugleichen, führte Gibbs eine schmiedeeiserne Chorwand ein, die sich über die gesamte Breite der Kirche erstreckte und vom örtlichen Eisenschmied und Torhersteller Robert Bakewell hergestellt wurde. Die erste Predigt in der neuen Kirche wurde am 25. November 1725 gehalten.
Durch Beschluss des „Order in Council“ vom 1. Juli 1927 wurde die Allerheiligenkirche zur Kathedrale.

## Turm und Glocken
Die Derby-Kathedrale hat das älteste Glockenspiel der Welt, das insgesamt zehn Glocken umfasst. 1678 wurde die Anzahl der Glocken von sechs auf zehn erhöht wurde. Die größte Glocke wiegt 19 cwt (965 kg) und ist über 500 Jahre alt und älter als der Turm selbst. Die drei jüngsten Glocke stammen aus dem Jahr 1693 und sind über 300 Jahre alt. Glocke Nr. 8 läutete bis 1815 in der Ashbourne Parish Church. Als die Kirche 1927 zur Kathedrale wurde, wurden die Glocken neu gestimmt und erhielten eine neue Aufhängung. Der historische hölzerne Glockenstuhl wurde durch einen metallischen ersetzt. 1931 wurde auch das Glockenspiel saniert und verbessert. Es erklingt dreimal täglich um 9.00 Uhr, 12.00 Uhr und 18.00 Uhr und kann insgesamt sieben Melodien spielen, die für jeden Wochentag automatisch geändert werden. Aktuell ist es sogar möglich das Glockenspiel live über eine lokale Webcam abzuhören.
Die alte Turmuhr aus dem Jahr 1738 wurde 1927 durch eine neue ersetzt. 1976 wurde der mechanische Antrieb, sowie das Läutwerk der Glocken elektrifiziert. Die Uhr der Derby Cathedral verfügt über zwei Zifferblätter, von denen eines nach Westen am St. Mary’s Gate und eines nach Süden in Richtung Irongate zeigt. Beide sind aus Stein und haben einen Durchmesser von 8 Fuß. Sie wurden 1964 restauriert und vergoldet, was im frühen 21. Jahrhundert noch einmal erfolgte. Die Restaurierung von 1964 bewies zweifelsfrei, dass die langen Metallrohre, die für den Antrieb des Uhrwerks durch die Turmwände getrieben wurden, tatsächlich Kanonenläufe waren, die aus dem „Aufstand“ von Bonnie Prince Charlie im Jahr 1745 stammten.

## Orgel

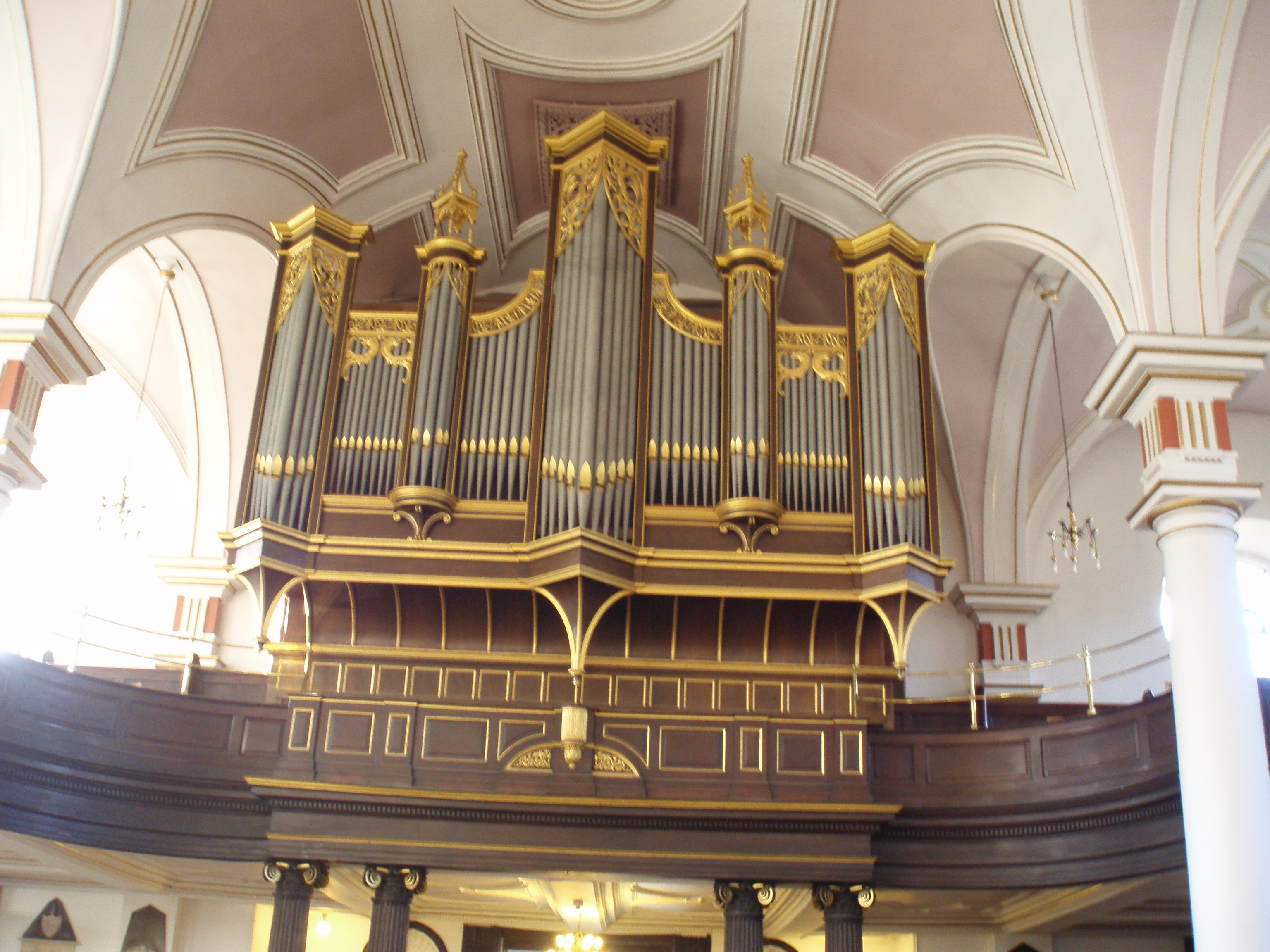
Orgel der Kathedrale von Derby

Im Jahr 1939 wurde eine Orgel von John Compton aus London installiert, die jedoch erst 1963 ihr endgültiges Gehäuse erhielt, welches von Sebastian Comper entworfen wurde. Sie wird auf einer Konsole mit vier Manualen im Consistory Court-Bereich der Kathedrale gespielt. Seit 1973 ist der Blasebalg elektrisch betrieben und ein zusätzliches Instrument wurde installiert.

## Kunstwerke

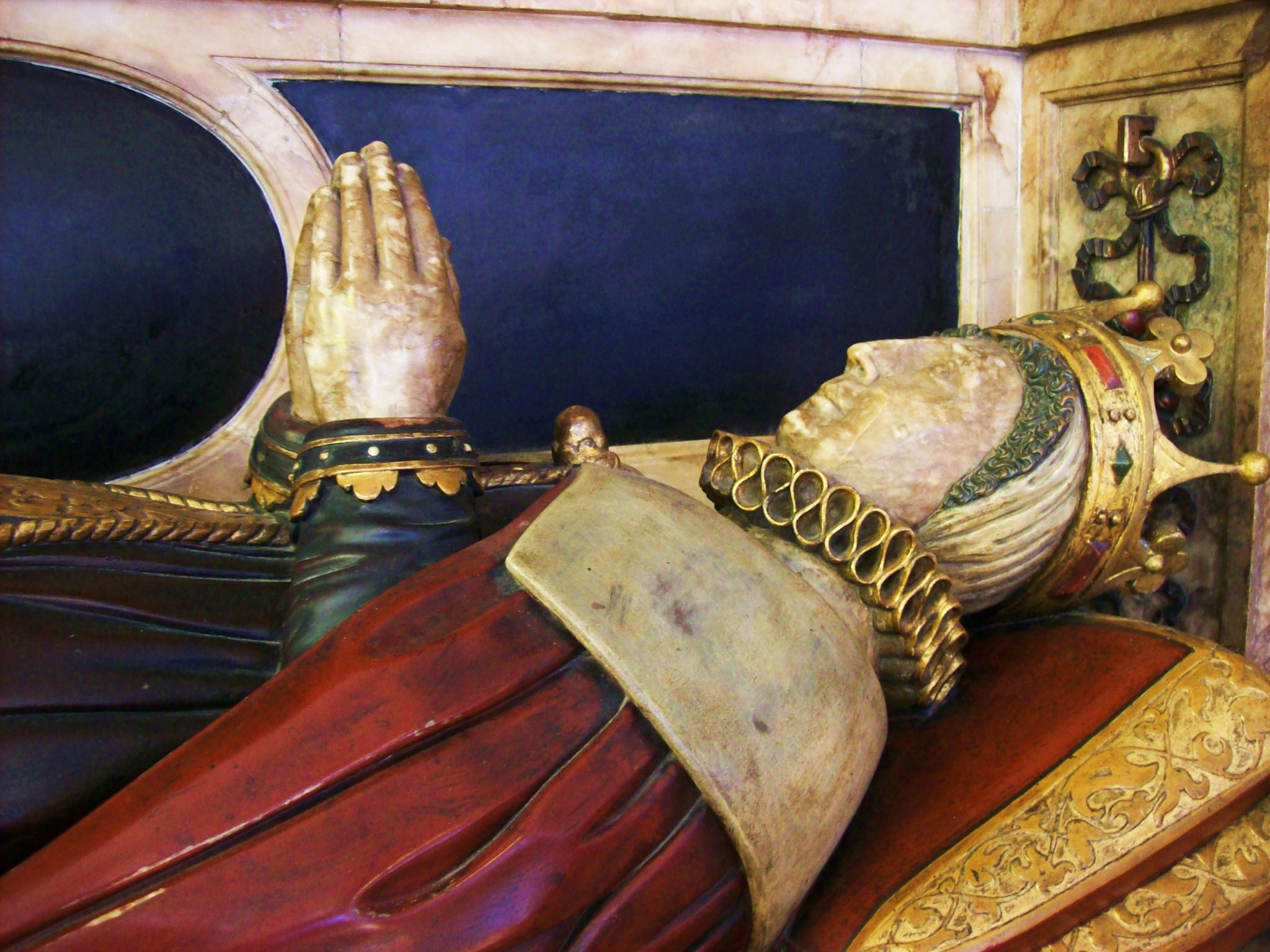
Grababbildung von Bess of Hardwick

Zu den Schätzen der Kathedrale gehört die schmiedeeiserne Chorwand aus dem 18. Jahrhundert, der von Robert Bakewell hergestellt wurde und ein Denkmal mit Bildnis von Bess of Hardwick und ihrer Nachkommen der Familie Cavendish, später Herzöge von Devonshire. Die Eingangstore, die 1957 vom St. Mary’s Gate in die Kathedrale verlegt wurden, stammen ebenfalls von Robert Bakewell. Die Tore wurden 2012 renoviert und in Queen Elizabeth II Gates umbenannt, um das Diamantjubiläum der Königin zu feiern. Bemerkenswerte Ergänzungen aus dem 20. Jahrhundert sind von Ceri Richards entworfene Buntglasfenster und ein Bronzekreuz von Ronald Pope.